# Sjamloeg
Sjamloeg (Armeens: Շամլուղ) is een stad in Armenië. Deze stad ligt in de marzer (provincie) Lori.
De stad ligt aan de linker oever van de rivier Debed, 196 kilometer ten noorden van Jerevan, de hoofdstad van Armenië en 63 kilometer ten noorden van de hoofdstad van de provincie Lori, Vanadzor.
Abovjan · Agarak · Achtala · Alaverdi · Aparan · Ararat · Armavir · Artasjat · Artik · Artsvasjen · Asjtarak · Berd · Bjoeregavan · Dastakert · Darakert · Dilidzjan · Dzjermoek · Etsjmiadzin · Gavar · Goris · Gjoemri · Hrazdan · Idzjevan · Jechegnadzor · Jegvard · Kadzjaran · Kapan · Maralik · Martoeni · Masis · Megri · Metsamor · Nojemberjan · Nor Hatsjen · Odzoen · Sevan · Sisian · Sjamloeg · Spitak · Stepanavan · Talin · Tasjir · Toemanjan · Tsachkadzor · Tsjambarak · Tsjarentsavan · Vajk · Vanadzor · Vardenis · Vedi · Jerevan